# Richard L. Feigen
Richard Lee Feigen, né le 8 août 1930 à Chicago (États-Unis) et mort le 29 janvier 2021 à Mount Kisco (États-Unis), est un galeriste américain établi à Chicago et New York.

## Biographie
Richard Lee Feigen naît le 8 août 1930 à Chicago (États-Unis).
Il obtient un Baccalauréat universitaire ès lettres (Bachelor of Arts) à l'université Yale en 1952 puis un Master of Business Administration (MBA) à l'université Harvard en 1954.
Il inaugure sa première galerie à Chicago en 1957 et expose des chefs-d'œuvre de l'art expressionniste et surréaliste allemand du XXe siècle, notamment de George Grosz. Il est également l'un des premiers défenseurs des œuvres d'artistes comme Francis Bacon, Jean Dubuffet, Claes Oldenburg, Joseph Cornell, James Rosenquist et Ray Johnson.
Cinq ans plus tard, en 1962, Feigen ouvre une deuxième galerie à New York, où il présente des œuvres d'artistes impressionnistes et modernes tels que Monet, van Gogh, Picasso, Beckmann ou encore du sculpteur Brâncuși.
La galerie se spécialise ensuite dans la peinture des maîtres anciens, en particulier des périodes maniériste italienne, baroque, néo-classique française et romantique britannique.
Richard L Feigen & Co. a vendu des œuvres d'art à plus de 110 musées du monde entier dont le Louvre, le Metropolitan Museum of Art, le J. Paul Getty Museum, le Museum of Fine Arts de Boston, la National Gallery à Londres et la National Gallery of Art à Washington.
Il a publié ses mémoires en 2000 dans Tales from the Art Crypt.
Feigen meurt le 29 janvier 2021 à Mount Kisco dans l'État de New York (États-Unis) à l'âge de 90 ans.

## Publications
- Dubuffet and the Anticulture, New York : Richard Feigen and Co., 1969
- Tales from the Art Crypt: The Painters, the Museums, the Curators, the Collectors, the Auctions, the Art (New York : Knopf, 2000)